# Lagoecia cuminoides
Lagoecia es un género monotípico de planta herbácea perteneciente a la familia Apiaceae. Su única especie: Lagoecia cuminoides, es originaria de la Cuenca del Mediterráneo.

## Descripción
Es una herbácea con los tallos que alcanzan un tamaño de 7-35 cm de altura. Hojas pinnatisectas, con lóbulos serrulados y aristados; las basales con segmentos de contorno de ovado a subredondeado, con 6-7 (-8) lóbulos, las caulinares con segmentos generalmente con 3 lóbulos. Las inflorescencias en umbelas de primer orden con numerosos radios; involucro con 8-10 brácteas pinnatipartidas, aristadas. Umbelas de segundo orden unifloras; involucro con 4 bracteolas 1 (-2) pinnatisectas y aristadas. Frutos de 1,2-1,8 x 0,6-0,9 mm. Estilo de 0,1-0,2 mm. Tiene un número de cromosomas de 2n = 16. Florece de abril a mayo (junio).

## Distribución y hábitat
Se encuentra en los pastos terofíticos, ± efímeros, claros de matorral, rellanos, cunetas, etc., generalmente en calizas o margas; a una altitud de 400-1450 metros en la Región mediterránea, desde la península ibérica hasta Palestina, extendiéndose hasta Irak e Irán. Es España se encuentra en la mitad sur peninsular.

## Taxonomía
Lagoecia cuminoides fue descrita por  Carlos Linneo y publicado en Species Plantarum 59. 1753.
Citología
Número de cromosomas de Lagoecia cuminoides (Fam. Umbelliferae) y táxones infraespecíficos: 
2n=16
Sinonimia
- Cuminoides obliqua Moench	[4]

## Nombres comunes
- Castellano: cominillo de pluma, cominillo silvestre, comino rústico, comino silvestre, comino silvestre primera.[5]